# Bezirk Laun (Königreich Böhmen)
Der Bezirk Laun (tschechisch: Okresní hejtmanství Louny) war ein Politischer Bezirk im Königreich Böhmen. Der Bezirk umfasste Gebiete im Nordwesten Böhmens im heutigen Ústecký kraj (Okres Louny). Das Gebiet gehörte seit 1918 zur neu gegründeten Tschechoslowakei und ist seit 1993 Teil Tschechiens.

## Geschichte
Die modernen, politischen Bezirke der Habsburgermonarchie wurden 1868 im Zuge der Trennung der politischen von der judikativen Verwaltung geschaffen.
Der Bezirk Laun wurde 1868 aus dem Gerichtsbezirk Laun (tschechisch: soudní okres Louny) gebildet.
Im Bezirk lebten 1869 28.295 Personen, wobei der Bezirk ein Gebiet von 6,1 Quadratmeilen und 47 Gemeinden umfasste.
1900 beherbergte der Bezirk 41.850 Menschen, die auf einer Fläche von 358,10 km² bzw. in 59 Gemeinden lebten.
Der Bezirk Laun umfasste 1910 eine Fläche von 358,08 km² und beherbergte eine Bevölkerung von 44.699 Personen. Von den Einwohnern hatte 1910 44.304 Tschechisch und 311 Deutsch als Umgangssprache angegeben. Weiters lebten im Bezirk 84 Anderssprachige oder Staatsfremde. Zum Bezirk gehörte ein Gerichtsbezirk mit insgesamt 60 Gemeinden bzw. 62 Katastralgemeinden.